# شهرستان منگانی
شهرستان منگانی (به انگلیسی: Minganie Regional County Municipality) یک منطقهٔ مسکونی در کانادا است که در کوت-نور واقع شده‌است. شهرستان منگانی ۷۳٬۷۲۵٫۱۰ کیلومتر مربع مساحت و ۶٬۵۸۲ نفر جمعیت دارد.